# Callionyma sarcodes
Callionyma sarcodes là một loài bướm đêm thuộc họ Pyralidae. Nó được tìm thấy ở miền nam half of Úc, bao gồm Tasmania.
Sải cánh dài khoảng 20 mm.
Ấu trùng ăn Eucalyptus species.